# Hahnenfilz bei Mehlmeisel
Hahnenfilz bei Mehlmeisel ist ein Naturschutzgebiet am östlichen Rand der Gemeinde  Mehlmeisel im Landkreis Bayreuth in Bayern.
Es liegt im Waldgebiet Hahnenfilz, 2,8 km östlich des Hauptortes Mehlmeisel.

## Bedeutung
Das 11,67 ha große Gebiet ist seit 1984 als Naturschutzgebiet ausgewiesen. Es handelt sich um ein abgetorftes ehemaliges Hochmoor. Die Lebensstätte für moorbewohnende Tier- und Pflanzenarten soll geschützt und die Regeneration der Hochmoorreste durch Pflege- und Gestaltungsmaßnahmen unterstützt werden.